# Alsókosály
Alsókosály (románul Cășeiu) település Romániában, Kolozs megyében, az azonos nevű község központja.

## Fekvése
Kolozs megyében, Déstől északnyugatra 6 km-re fekvő település. Sík területen helyezkedik el, a Szamos jobb partja közelében, a Magura-hegy aljában. Egy a hollómezei hegyekből eredő patak folyik keresztül rajta.

## Nevének eredete
Neve szláv eredetű, a kas, kosárfonást jelentő koš, košela, kosulja szóból származik. Más névváltozatok: Kasal (1348), Kusaly (1405), Kessel (1495), Also-Cassali (1507), Also-Kosaly (1553), Also-Kusal (1600).

## Története
Alsókosály és környéke már a római korban is lakott hely volt, a község mellett a Szamos felé vezető út mellett máig látszanak egy római castrum (táborhely) nyomai.
A település alapítói és ősi birtokosai a Kaplon nemzetség tagjai voltak, akiknek már 1261-ben, IV. Béla király korában a Szamos mindkét partján voltak birtokaik. Az Árpád-ház kihalta után azonban a Kaplon nemzetség itteni birtokait elvesztette; László erdélyi vajda foglalta el tőlük, majd később a királyra szállt, és Csicsóvár tartozéka lett. 1405-ben mint Csicsóvárhoz tartozó település a Bánffyaké lett. 1467-ben, amikor a Bánffyak fellázadtak Mátyás király ellen, az elvette tőlük és Szerdahelyi Kis Jánosnak és Mihálynak adományozta. 1569-ben a lerombolt Csicsóvárhoz tartozó Alsó-Kosályt II. János király Bocskay Györgynek adományozta. 1590-ben Báthory Zsigmond Bocskai Istvánnak adományozta. 1600-ban Erdély rendjei Hetesi Pethe Lászlónak adták a birtokot. 1602-ben a falu lakossága sokat szenvedett Basta és Mihály vajda miatt, s ekkor a lakosság is nagyon megfogyatkozott.
1607-ben a „fiskus” és Rákóczi Zsigmond Bocskai István fejedelem halála miatt Alsókosályt Bocskai végrendelete értelmében Haller Gábor Bocskay Ilonától való fiának Györgynek és Zsigmondnak és néhai Bánffy Kristóf és Bocskay Judit fiának Lászlónak adományozta. 1694-ben is Haller Györgyöt írták birtokosának. 1776-ban a településen pusztító nagy tűzvészben a falu leégett, ekkor még adóját is elengedték három évre. 1820-ban  Haller Györgytől gróf Haller Jánosné örököseié lett. 1898-ban gróf Esterházy Miguel birtoka volt, aki a Haller féle birtokot szüleitől örökölte és részben vásárolta.

## Nevezetességek
- Görögkatolikus temploma 1899-1900-ban épült kőből, a régi 1776-os Szűz Mária tiszteletére szentelt fatemplom helyett.
- A településen levő Samum nevű római castrum a Kolozs megyei műemlékek listáján szerepel.[2]

## Híres emberek
- 1920 és 1933 között itt élt Bartalis János költő, akinek bukolikus költeményeiben gyakran megjelenik a falu.